# Против Олимпиодора о нанесении ущерба
«Против Олимпиодора о нанесении ущерба» — судебная речь, которую приписывают древнегреческому оратору Демосфену. Сохранилась в составе «демосфеновского корпуса» под номером XLVIII. Была произнесена предположительно в 343 или 342 году до н. э., авторство Демосфена оспаривается многими комментаторами.
Речь была написана для афинянина Каллистрата, который обвиняет своего шурина Олимпиодора в нанесении ему ущерба. Родственники договорились поделить между собой наследство, доставшееся от Кимона, и сообща противостоять другим претендентам. Однако официально о своих претензиях заявил только Олимпиодор, который всё получил и отказался делиться с Каллистратом. Тогда последний обратился в суд. В своей речи он старается показать, что Олимпиодор — вероломный человек, поступивший с ним несправедливо.
В тексте упоминается архонтство Пифодота, а значит, речь была произнесена в 343 или 342 году до н. э. Демосфен тогда находился в зените своей славы, и многие комментаторы, начиная с античной эпохи, предполагают, что он не мог взяться за настолько сомнительное дело. К тому же текст содержит много стилистических изъянов, нехарактерных для произведений Демосфена. Отсюда следует, что автором мог быть какой-то другой оратор.